# 太平洋小鱈
太平洋小鱈為輻鰭魚綱鱈形目鱈科的其中一種，分布於東太平洋區，從美國阿拉斯加州至加州中部海域，棲息深度可達275公尺，本魚背鰭3個，臀鰭2個，側線在胸鰭處彎曲，身體背部橄欖綠色，腹側灰白，背鰭軟條46-54枚，臀鰭軟條38-46枚，體長可達30.5公分，棲息在沙底質海域，幼魚夏季及秋季會進入淺水處，成魚生活在較深水域，屬肉食性，以魚類、甲殼類、片腳類、貝類等為食，可作為食用魚。